# Łupowo (gromada)
Łupowo – dawna gromada, czyli najmniejsza jednostka podziału terytorialnego Polskiej Rzeczypospolitej Ludowej w latach 1954–1972.
Gromady, z gromadzkimi radami narodowymi (GRN) jako organami władzy najniższego stopnia na wsi, funkcjonowały od reformy reorganizującej administrację wiejską przeprowadzonej jesienią 1954 do momentu ich zniesienia z dniem 1 stycznia 1973, tym samym wypierając organizację gminną w latach 1954–1972.
Gromadę Łupowo z siedzibą GRN w Łupowie utworzono – jako jedną z 8759 gromad na obszarze Polski – w powiecie gorzowskim w woj. zielonogórskim na mocy uchwały nr V/15/54 WRN w Zielonej Górze z dnia 5 października 1954. W skład jednostki weszły obszary dotychczasowych gromad Łupowo, Jenin i Racław ze zniesionej gminy Bogdaniec w tymże powiecie. Dla gromady ustalono 16 członków gromadzkiej rady narodowej.
1 stycznia 1958 do gromady Łupowo włączono obszar zniesionej gromady Lubczyno w tymże powiecie.
31 grudnia 1961 do gromady Łupowo włączono wsie Wieprzyce, Jeże i Jeżyki ze zniesionej gromady Wieprzyce w tymże powiecie; równocześnie z gromady Łupowo wyłączono część obszaru wsi Wieprzyce, włączając ją do Gorzowa Wielkopolskiego, miasta na prawach powiatu w tymże województwie.
Gromada przetrwała do końca 1972 roku, czyli do kolejnej reformy gminnej.